# Gymnophryxe theodori
Gymnophryxe theodori är en tvåvingeart som först beskrevs av Kugler 1968.  Gymnophryxe theodori ingår i släktet Gymnophryxe och familjen parasitflugor. Inga underarter finns listade i Catalogue of Life.